# Reinhard Ermen
Reinhard Ermen (* 1954 in Moers) ist ein deutscher Kunstkritiker,  Musikwissenschaftler und  Publizist.

## Leben und Werk
Reinhard Ermen studierte Theaterwissenschaft, Germanistik und Kunstgeschichte an der Universität Köln und promovierte 1986 mit einer Arbeit über Hans Pfitzner. Von 1986 bis 1991 arbeitete er als Lektor beim Bärenreiterverlag in Kassel und war bis 2019 Redaktionsleiter beim Kulturprogramm SWR2 für den Bereich Sinfonie Oper & Klangkörper. Als freier Kunstkritiker verfasst er Aufsätze, Katalogbeiträge und Arbeiten für den Rundfunk und ist ständiger Mitarbeiter beim Kunstforum International. Seine Themen und Forschungsgebiete befassen sich beispielsweise mit Joseph Beuys, Hanne Darboven, Karlheinz Stockhausen und Radikaler Malerei.

## Ehrungen
Im Jahr 2015 erhielt er die Gottlob-Frick-Medaille für seine Arbeit als Fachjournalist beim Südwestrundfunk (SWR).

## Veröffentlichungen (Auswahl)
- Musik als Einfall. Hans Pfitzners Position im ästhetischen Diskurs nach Wagner. Rimbaud-Presse, Aachen 1986, ISBN 978-3-89086-940-7 (zugl. Dissertation Universität Köln 1986)
- Von Schütz bis Schönberg: autobiographische Skizzen europäischer Musiker, hrsg. von Reinhard Ermen, Bärenreiter, Kassel, um 1988, ISBN 3-7618-0897-6.
- Ferruccio Busoni. Rowohlt, Reinbek bei Hamburg 1996, ISBN 3-499-50483-9.
- Joseph Beuys. Rowohlt, Reinbek bei Hamburg 2007, ISBN 978-3-499-50623-9.
  - als E-Book, Rowohlt, Hamburg 2020, ISBN 978-3-644-00790-1.
- Mit Petra Oelschlägel: Karlheinz Stockhausen. Klang Bilder. Ausstellungskatalog der Villa Zanders. Kettler, Dortmund 2018, ISBN 978-3-86206-725-1.
- Ich. Pierre-Dominique Ponnelle komponiert ein Gedicht von Reinhard Kiefer. Rimbaud Verlag, Aachen 2022, ISBN 978-3-89086-542-3.
- Beiträge Reinhard Ermens auf kunstforum.de